# 973-as busz (Pécs)
A pécsi 973-as jelzésű autóbusz egy éjszakai autóbuszvonal, amely jelenleg a Főpályaudvar - ÁRKÁD - Bogár utca - Krisztina tér - Csontváry utca - Fagyöngy utca - Malomvölgyi út útvonalon közlekednek.

## Története
2016. április 28-ától 30-áig 973Y jelzésű sűrítő járat közlekedett a Zsolnay-negyedtől a Malomvölgyi útig.

## Útvonala
| Főpályaudvar ⇒ Malomvölgyi út | Malomvölgyi út ⇒ Főpályaudvar |
| --- | --- |
| Főpályaudvar vá. – Indóház tér – Szabadság utca – Rákóczi út – Alsómalom utca – Siklósi út – Táncsics Mihály utca – Keszüi út – Nagy Imre út – Maléter Pál utca – Aidinger János út – Nagy Imre út – Malomvölgyi út – Malomvölgyi út vá. | Malomvölgyi út vá. – Malomvölgyi út – Nagy Imre út – Aidinger János út – Maléter Pál utca – Nagy Imre út – Keszüi út – Táncsics Mihály utca – Siklósi út – Alsómalom utca – Rákóczi út – Szabadság utca – Indóház tér – Főpályaudvar vá. |

## Megállóhelyei
| 973 (Főpályaudvar – Malomvölgyi út) |                           |          |                              |
| Perc (↓)                            | Megállóhely               | Perc (↑) | Átszállási kapcsolatok       |
| 0                                   | Főpályaudvar végállomás   | 25       | 913, 932, 940 · Főpályaudvar |
| 1                                   | Zsolnay-szobor            | 24       | 2, 2A, 932, 940              |
| 3                                   | Árkád                     | 22       | 2, 2A, 913, 932, 940         |
| 4                                   | Autóbusz-állomás          | 21       |                              |
| (+2)                                | Telephely*                | (+2)     |                              |
| 5                                   | Bőrgyár                   | 20       |                              |
| 6                                   | Szövetség utca            | 19       |                              |
| 7                                   | Árnyas út                 | 18       |                              |
| 8                                   | Berzsenyi utca            | 17       |                              |
| 9                                   | Bogár utca                | 16       |                              |
| ∫                                   | Nagy Imre út              | 15       |                              |
| 11                                  | Sarolta utca              | 14       |                              |
| 12                                  | Lahti utca                | ∫        | 941                          |
| 13                                  | Krisztina tér             | 12       | 941                          |
| 14                                  | Aidinger János út         | 11       |                              |
| 15                                  | Sztárai Mihály út         | 10       |                              |
| 16                                  | Csontváry utca            | 9        | 941                          |
| 17                                  | Gadó utca                 | 8        |                              |
| 18                                  | Málom-hegyi út            | 7        |                              |
| 19                                  | Csipke utca               | 6        |                              |
| 20                                  | Fagyöngy utca             | 5        |                              |
| 23                                  | Eszék utca                | 2        | 941                          |
| 24                                  | Derék-réti út             | 1        | 941                          |
| 25                                  | Malomvölgyi út végállomás | 0        | 941                          |

*Ezt a megállót csak bizonyos menetek érintik.